# Distrito de Fuwa (Gifu)
El distrito de Fuwa (不破郡 Fuwa-gun?) es un distrito localizado en la prefectura de Gifu, Japón. En octubre de 2019 tenía una población estimada de 33.623 habitantes y una densidad de población de 316 personas por km². Su área total es de 106,37 km².

## Localidades
- Sekigahara
- Tarui